# Strażnica WOP Konieczna
Strażnica WOP Konieczna – podstawowy pododdział graniczny Wojsk Ochrony Pogranicza pełniący służbę ochronną na granicy polsko-czechosłowackiej.

## Formowanie i zmiany organizacyjne
Strażnica została sformowana w 1945 w strukturze 39 komendy odcinka jako 178 strażnica WOP (Konieczna) o stanie 56 żołnierzy. Kierownictwo strażnicy stanowili: komendant strażnicy, zastępca komendanta do spraw polityczno-wychowawczych i zastępca do spraw zwiadu. Strażnica składała się z dwóch drużyn strzeleckich, drużyny fizylierów, drużyny łączności i gospodarczej. Etat przewidywał także instruktora do tresury psów służbowych oraz instruktora sanitarnego.
Wiosną 1947 strażnica WOP wróciła do Koniecznej i otrzymała numer 179.
Od 15 marca 1954 wprowadzono nową numerację strażnic. Strażnica II kategorii otrzymała numer 179
W 1964 placówka posiadała nr 20 i była kategorii II.

## Ochrona granicy
W 1960 26 placówka WOP Konieczna II kategorii ochraniała odcinek granicy państwowej o długości 17 322 m od znaku granicznego (wł.)  I/201 do zn. gr. I/223 (wył.).
Na ochranianym odcinku funkcjonowało przejście graniczne małego ruchu granicznego obsługiwanie przez załogę strażnicy:
- Konieczna – Becherov.

Strażnice sąsiednie:
177 strażnica WOP Ozienna ⇔ 179 strażnica WOP Wysowa

## Dowódcy strażnicy
- dowódca 178 strażnicy st. sierż. Stefan Sokołowski (? – 1948).